# Snyder, Texas
Snyder är en stad i den amerikanska delstaten Texas med en yta av 22,3 km² och en folkmängd som uppgår till 10 783 invånare (2000). Snyder är administrativ huvudort i Scurry County.